# Hereroa acuminata
Hereroa acuminata är en isörtsväxtart som beskrevs av L. Bol. Hereroa acuminata ingår i släktet Hereroa och familjen isörtsväxter. Inga underarter finns listade i Catalogue of Life.